# 켄드라 선덜랜드
켄드라 제인 선덜랜드(영어: Kendra Jane Sunderland, 1995년 6월 16일 ~ ) 또는 켄드라 서덜랜드(영어: Kendra Sutherland)는 미국의 포르노 배우이자 에로 모델이다.

## 생애
선덜랜드는 1995년 6월 16일 미국 오리건주 세일럼에서 태어났다. 가족으로는 부모와 한 명의 언니, 한 명의 오빠, 두 명의 남동생이 있다. 2013년에 웨스트세일럼 고등학교를 졸업했고, 그 해에 친구를 따라 오리건 주립 대학교에 들어가 처음에는 상담 전문가가 되고자 가정학과 인간 발달을 공부했으나 흥미를 잃고 회계사가 되기 위해 경영학과 경제학을 공부했다. 또한 학비를 대기 위해 웹캠 모델로 활동했고 코밸리스의 한 식당에서 서버로도 일했으나 일자리를 잃고 재정에 어려움을 겪었다.
2014년 선덜랜드는 웹캠 모델로 활동하는 것이 인간 발달 가정학 학위보다 훨씬 더 수익이 좋다고 판단하고 흥미를 잃었던 오리건 주립 대학교 인간 발달 가정학 전공 과정을 중퇴했다. 2015년 선덜랜드는 웹캠으로 오리건 주립 대학교의 도서관에서 옷을 벗고 자위행위를 하는 모습을 보여주었고, 하루 만에 700 달러를 벌었다. 그러나 2015년 1월에 익명의 한 사용자가 해당 영상을 폰허브에 올렸고, 선덜랜드는 곧 유명세를 얻었다. 2015년 1월 27일 경찰은 공연음란 혐의로 선덜랜드를 체포했고, 2015년 9월에 1천 달러의 벌금형을 받았다. 이후 선덜랜드는 포르노그래피 산업에 발을 들였다. 선덜랜드가 가진 한 인터뷰에 따르면 선덜랜드가 자위행위 영상으로 유명해진 뒤 선덜랜드의 부모와 조부모는 선덜랜드를 추궁하고 새로운 진로에 동의하지 않는다면서도 선덜랜드를 지지한다고 했다고 밝혔다.
2015년 선덜랜드는 《플레이보이》, 《펜트하우스》와 화보 촬영을 했으며 5월에는 《펜트하우스》의 이달의 펫(Pet of the Month)으로 뽑혔다. 또한 4월에는 네이키드 뉴스에서 오디션을 봤고, 그 해에 빅슨의 포르노 영화 감독 그렉 랑스키의 지도 아래에 포르노 배우로 데뷔했다. 2017년에는 AVN상 최우수 남녀 섹스신상을 수상했다.
2017년에 선덜랜드는 정식으로 배우가 돼서 영화와 텔레비전에 나오고 싶다고 밝혔다. 2018년 1월 선덜랜드는 많은 것을 이루었다고 생각하고 학업을 이유로 포르노 배우 은퇴를 선언하고 PETA와 함께 활동하기도 했으나, 이후로도 포르노그래피 몇 편에 출연했다.